# Nocturne (cântec de Secret Garden)
"Nocturne" este un cântec al trupei norvegiene Secret Garden care a câștigat Concursul Muzical Eurovision 1995. A fost a doua victorie a Norvegiei la concurs, după ce a câștigat în 1985 cu melodia "La det swinge" a trupei Bobbysocks. Pentru interpretarea cântecului la concurs, duetul Secret Garden (Fionnula Sherry și Rolf Løvland) a fost acompaniat de vocalistul norvegian Gunnhild Tvinnereim și de Nyckelharpistul suedez Åsa Jinder.

## Victoria de la Eurovision
Secret Garden a fost al cincilea concurent care a interpretat în noaptea concursului, urmându-l pe Davorin Popović, reprezentantul din Bosnia-Herțegovina cu piesa "Dvadeset prvi vijek" și precedând reprezentantului Rusiei, Philip Kirkorov, cu "Kolibelnaya dlya vulkana". La finalul votului, primise 148 de puncte, plasând-o pe locul 1 dintr-un total de 23 de participanți.
De asemenea, a fost a doua victorie pentru compozitorul Rolf Løvland, care a scris și piesa "La det swinge".

## Versuri
În acest cântec versurile sunt aproape absente, piesa având doar 24 de cuvinte cântate. "Nocturne" deține recordul de câștigător al Concursului Eurovision cu cele mai puține versuri. La ediția concursului din 1998, Finlanda a participat cu piesa "Aava", care avea doar 6 cuvinte repetate pe parcursul cântecului. Înainte de acesta, recordul de piesa de la Eurovision cu cele mai puține versuri a fost deținut de către Belgia în 1983, cu Rendez-vous.

## Clasamente
| Clasament (1995)               | Poziția de vârf |
| ------------------------------ | --------------- |
| Belgia (Ultratop 50 Flanders)  | 6               |
| Belgia (Ultratop 50 Wallonia)  | 24              |
| Israel (Israeli Singles Chart) | 1               |
| Olanda (Dutch Top 40)          | 13              |
| Suedia (Sverigetopplistan)     | 26              |